# Афанасьев, Михаил Дмитриевич
Михаил Дмитриевич Афанасьев (род. 17 августа 1947, Москва) — советский и российский историк библиотечного дела и социолог, директор Государственной публичной исторической библиотеки России, президент Российской библиотечной ассоциации (2017—2024). Кандидат педагогических наук. Заслуженный работник культуры Российской Федерации.

## Биография
Родился 17 августа 1947 года в Москве в семье историка Д. Н. Афанасьева. В 1965 году окончил среднюю общеобразовательную школу № 655 с присвоением профессии «помощник библиотекаря», где в старших классах фактически заведовал школьной библиотекой. Поступил на библиотечный факультет Московского государственного института культуры, который с отличием окончил в 1969 году.
В 1969—1989 годах работал в Государственной библиотеке СССР им. В. И. Ленина, в том числе в Секторе книги и чтения Научно-исследовательского отдела библиотековедения, где был активным участником крупнейших социологических исследований чтения в стране.
Заочно окончил аспирантуру Московского государственного института культуры. В 1979 году защитил кандидатскую диссертацию по теме «Проблемы распространенности чтения в сельской среде».
В 1986 году возглавил Научно-исследовательский отдел теории и методики работы с читателем Библиотеки им. Ленина. В годы перестройки занимался выработкой новой парадигмы библиотечного обслуживания, методической помощью библиотекам, много ездил по стране.
В 1989 году принял участие в открытом конкурсе на должность директора Государственной публичной исторической библиотеки, и выиграл его.
С марта 1989 году по настоящее время — директор Государственной публичной исторической библиотеки России. За годы руководства Исторической библиотекой М. Д. Афанасьеву удалось вывести библиотеку из кризисного состояния, в котором она находилась к моменту его прихода. В последние годы был проведен ремонт и реставрация основного здания библиотеки, ликвидирована опасность аварий в книгохранилище, проведено присоединение к ГПИБ России Государственной общественно-политической библиотеки, на базе которой создан филиал — Центр социально-политической истории. Сегодня Историческая библиотека — не только одна из крупнейших федеральных библиотек страны, но и признанный и авторитетный центр разработки теоретических и практических проблем библиотечного дела, в том числе проблем сохранности библиотечных фондов в процессе их использования, работы с редкой книгой в библиотеках и др.
Известен также как библиофил и собиратель автографов. В личной библиотеке свыше 1800 томов по истории, генеалогии, книговедению; библиофильских изданий и инскриптов известных писателей, ученых, общественных деятелей XIX — XX вв., и др. Кроме того, в его собрании находятся материалы по генеалогии дворянских родов (рукописи, фотографии и т. п.), коллекция банкнот «Россия — СССР, 1917—1991 гг.». Хранитель семейного архива.

## Общественная деятельность
В 1990—1994 годах — президент Российской федерации библиотечных обществ и ассоциаций.
В 1996—2000 годах — вице-президент Российской библиотечной ассоциации, с 2017 года — президент.
М. Д. Афанасьев принимает активное участие в законотворческой деятельности. За эти годы он был научным руководителем авторского коллектива Федерального закона о библиотечном деле, входил в экспертные группы при Комитете по образованию, культуре и науке (затем — Комитете по культуры) Государственной Думы Федерального Собрания при подготовки других законов, касающихся библиотечного дела, состоял членом Комитета содействия развитию библиотек.
В настоящее время — член Комиссии при Правительстве Российской Федерации по вопросам государственной культурной политики.
С 2018 года — член Совета при Президенте Российской Федерации по культуре и искусству.
Член Национального союза библиофилов.
Член Правления Российского исторического общества.
Член-корреспондент Международной академии информатизации.
Автор более 100 публикаций.

## Избранная библиография
- Распространенность чтения и печатных источников на селе / Гос. б-ка СССР им. В. И. Ленина; сост. М. Д. Афанасьев. — М., 1973. — 34 с. — (Материалы для обсуждения).
- Проблемы распространенности чтения в сельской среде: (по материалам социологического исследования): автореф. дис. на соиск. учен. степ. канд. пед. наук / М. Д. Афанасьев; Гос. б-ка СССР им. В. И. Ленина. — М., 1979. — 15 с.
- К проекту Закона Российской Федерации о библиотеках / М. Д. Афанасьев // Научные и технические библиотеки. — 1992. — № 8. — С. 27—30.
- К вопросу о создании генеалогического фонда участников Отечественной войны 1812 г. / С. А. Сапожников, Д. Н. Афанасьев, М. Д. Афанасьев, В. А. Казачков, Г. Б. Ольдерогге, В. Ю. Рикман, И. Л. Скоморохова, В. П. Хохлов // Генеалогические исследования: сб. науч. тр. / Рос. гос. гуманитар. ун-т. — М., 1994. — С. 227—234.
- Генеалогия книжных собраний (к обоснованию новой дисциплины) / М. Д. Афанасьев // Библиотека в контексте истории: тез. докл. и сообщ. науч. конф., Москва, 8—10 июня 1995 г. / Рос. гос. гуманит. ун-т; сост. М. Я. Дворкина. —М, 1995. — С. 9—10.
- М. Д. Хмыров и его коллекция / М. Д. Афанасьев // Отечеств. архивы. — 1996. — № 3. — С. 30—35.
- Экспорт дореволюционных книг из СССР в 1918—1930-е гг. / М. Д. Афанасьев // Книга: исслед. и материалы. — М., 2001. — Сб. 79. — С. 184—196.
- Регламент использования документов постоянного хранения в библиотеках Российской Федерации / разработан М. Д. Афанасьевым и Е. А. Ястржембской // Обеспечение сохранности библиотечных фондов в процессе использования: сб. метод. материалов. — М., 2006. — С. 163—171.
- Лопухины (Род Тимофея Алферьевича): опыт семейной библиографии / сост. М. Д. Афанасьев. — М., 2008. — 34 с.
- Два поколения русских библиофилов (конец XVIII — начало XIX века) / М. Д. Афанасьев // Библиофильство и личные собрания: [сб. материалов Первой междунар. конф. «Библиофильство и личные собрания», Москва, 31 марта 2011 г.]. — М., 2011. — С. 19—32.
- О феномене библиофильства в наши дни: роль личных собраний в сохранении культурного наследия регионов / М. Д. Афанасьев // Первые Репинские чтения: в 170-летию со дня рождения Ивана Акимовича Репина, 16 нояб. 2011 г.: сб. материалов. — Астрахань, 2011. — С. 10—21.
- Социологический подход к изучению истории библиотек / М. Д. Афанасьев // Книга. Исследования и материалы. — М., 2011. — Сб. 94/II. — С. 36—41: табл.
- К 150-летию со дня рождения А. Е. Бурцева (1863—1938): заседание клуба «Библиофильский улей», 16 марта 2013 года / Национальный союз библиофилов; сост. М. Д. Афанасьев, Л. Г. Ларионова. — М., 2013. — 37 с.: ил. — (Памятка XXVI).[16]
- Пантелеймон Пономаренко: личный архив и книжное собрание: сводный каталог / сост. В. В. Скалабан, М. Д. Афанасьев, В. Н. Герасимов и др. — Минск: ИД «Звязда», 2013. — 256 с.: ил.
- Публичная библиотека в России — время знакомства (конец XVII — первая четверть XVIII в.) / М. Д. Афанасьев // Книга. Исследования и материалы. — М., 2014. — Сб. 101. — С. 70—97.
- Библиография и историческая наука / М. Д. Афанасьев // Библиография: взгляд в будущее: материалы II Междунар. библиографического конгресса (Москва, 6—8 окт. 2015 г.). — М., 2016. — С. 31—40.
- Наш директор Михаил Дмитриевич Афанасьев: (к 70-летию со дня рождения): материалы к биобиблиографии / ГПИБ России; сост. О. И. Дернова-Пигарева, М. А. Стручева, К. А. Шапошников. — М., 2017. — 58, [2] с. — 5 нумер. экз.

## Признание и награды
- Заслуженный работник культуры Российской Федерации.
- Медаль «За трудовую доблесть» (1986 г.).
- Медаль «В честь 850-летия Москвы» (1997 г.).
- Орден Почёта (2009 г.).
- Орден Дружбы (2018 г.)[17].
- Почётная грамота Президента Российской Федерации (2021 г.)[18].